# 罗德里戈·伊斯格罗
罗德里戈·伊斯格罗（西班牙語：Rodrigo Isgro，1999年3月24日—），阿根廷男子橄榄球运动员。他曾代表阿根廷七人制国家队参加2020年夏季奥林匹克运动会七人制橄榄球比赛，获得一枚铜牌。